# Krainerwand

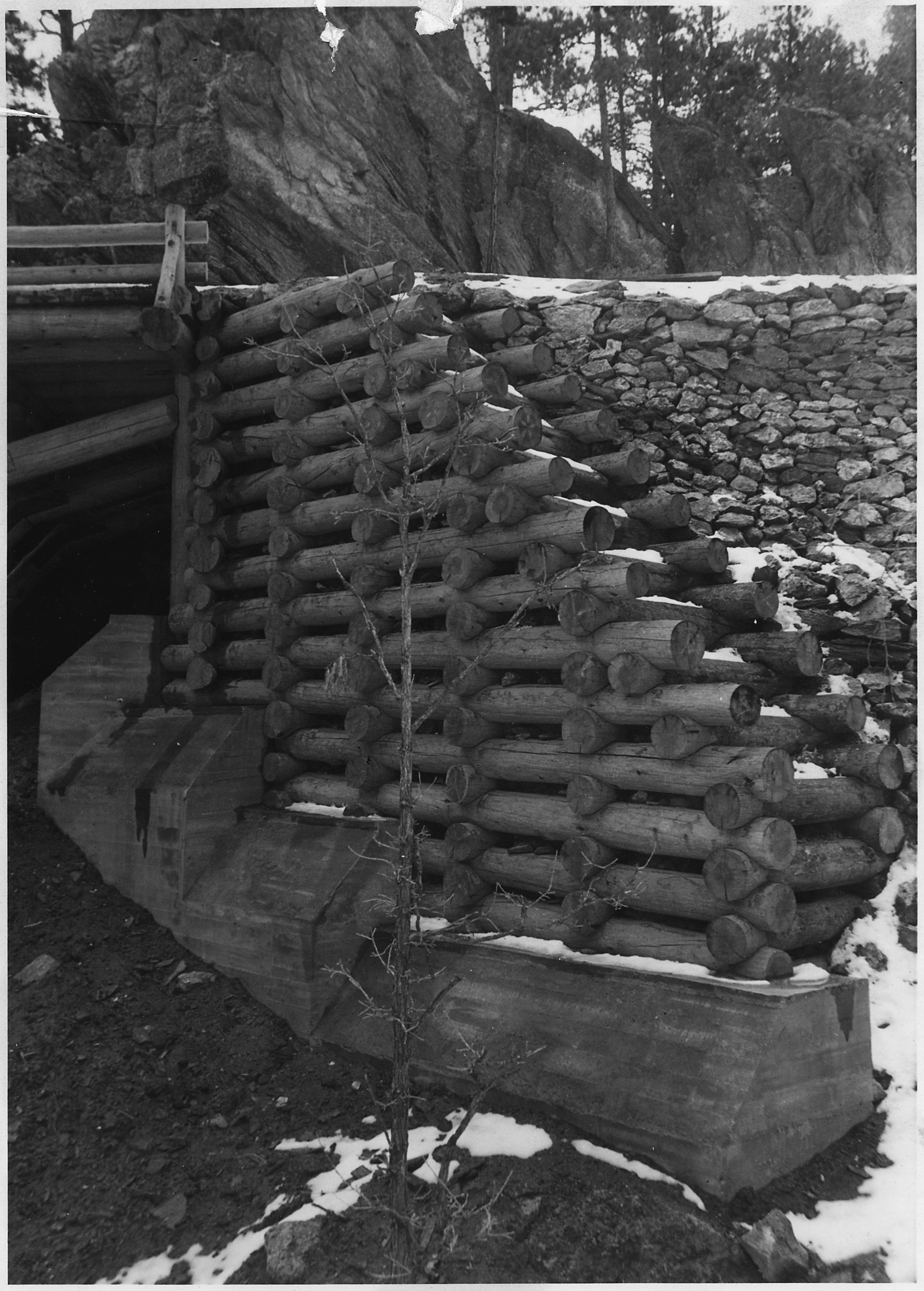
Krainerwand als Brückenwiderlager (USA um 1940)

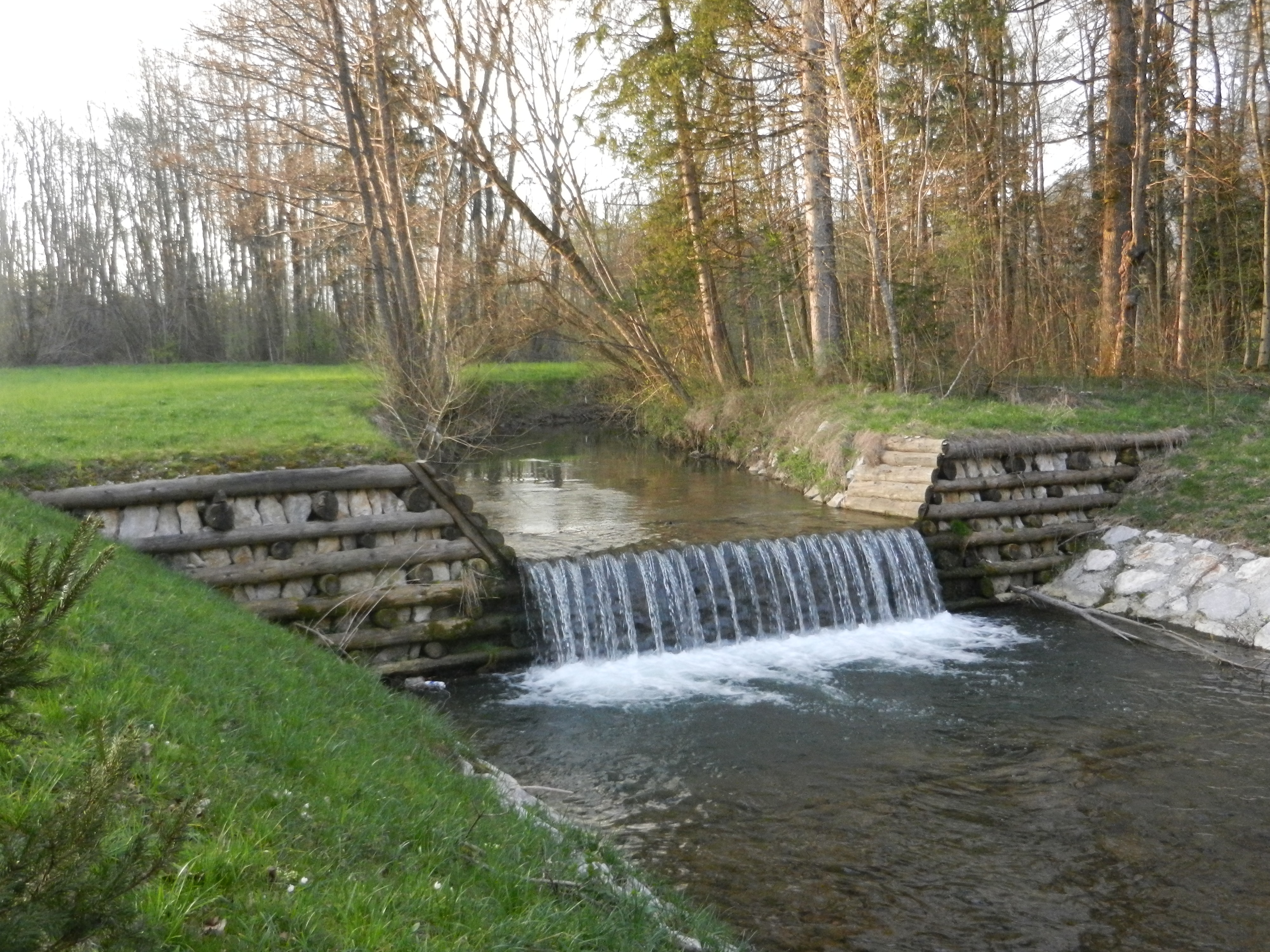
Krainerwand als Sohlgurt an der Pšata

Eine Krainerwand (grammatikalisch folgerichtige, aber seltene Schreibung: Krainer Wand) ist eine bestimmte Form der Stützwand. Sie besteht aus einer Gitterstruktur aus Holz oder anderen belastbaren Baustoffen, in die ein Füllstoff (z. B. Erde, Schotter) geschüttet wird. Sie werden begrünt, um ihnen durch das Wurzelwerk zusätzliche Festigkeit zu geben. Die Bezeichnung wird auf die slowenische Landschaft Krain zurückgeführt.

## Holzbauweise
Krainerwände werden etagenweise aus langen Trägern längs der Hangrichtung, die als Läufer bezeichnet werden, sowie kürzeren quer zur Hangrichtung, den sogenannten Klammern, errichtet. Die Klammern tragen den nächsten Läufer und müssen die Zugkräfte aufnehmen. Typischerweise beträgt der Abstand zwischen den Klammern zwei bis drei Meter. Es ergibt sich also eine Gitterstruktur, die hangseitig offen ist.

## Bauweise aus Betonfertigteilen

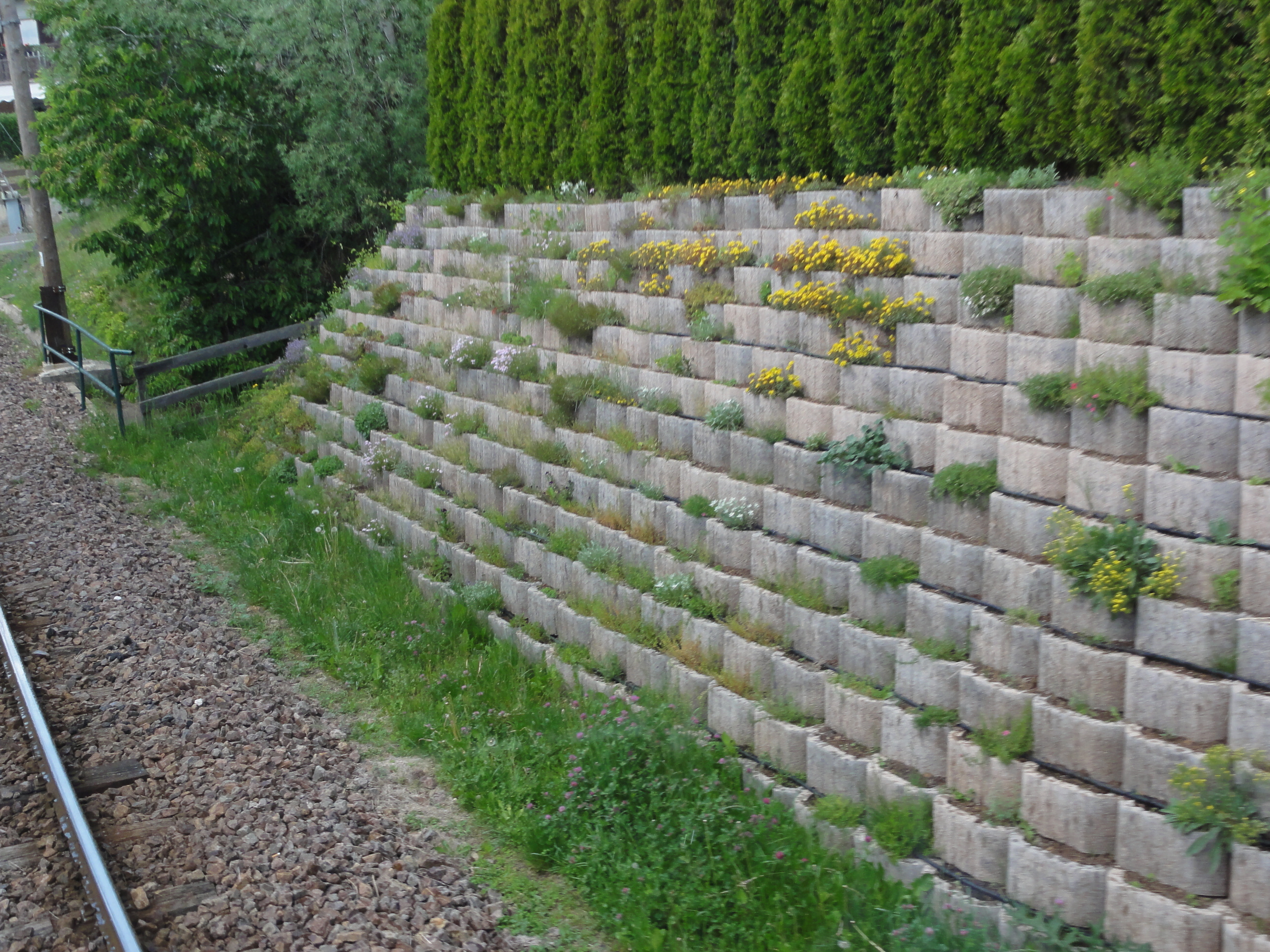
Betonkrainerwand

Auch eine Bauart aus hohlen, stapelbaren Betonsteinen ist möglich. Sie bilden eine Steilwand und sind mit vegetationsfähigem Boden (z. B. Erde) gefüllt.
Die Taschen am Rand der Steine halten die Erde zurück.